# Åsen
Åsen – miejscowość (tätort) w Szwecji, w regionie administracyjnym (län) Dalarna, w gminie Älvdalen.
Według danych Szwedzkiego Urzędu Statystycznego liczba ludności wyniosła: 204 (31 grudnia 2018) i 205 (31 grudnia 2019).
W miejscowości jest przystanek kolejowy Åsen.